# Lista de parques estaduais do Idaho
Lista dos parques estaduais do estado de Idaho, Estados Unidos.
- Parque Estadual de Bear Lake
- Parque Estadual de Box Canyon
- Parque Estadual de Bruneau Dunes
- Parque Estadual de Castle Rocks
- Parque Estadual de City of Rocks
- Parque Estadual de Coeur d'Alene Parkway
- Parque Estadual de Dworshak
- Parque Estadual de Eagle Island
- Parque Estadual de Farragut
- Parque Estadual de Harriman
- Parque Estadual de Hells Gate
- Parque Estadual de Henrys Lake
- Parque Estadual de Heyburn
- Parque Estadual de Lake Cascade
- Parque Estadual de Lake Walcott
- Parque Estadual de Land of the Yankee Fork
- Parque Estadual de Lucky Peak
- Parque Estadual de Malad Gorge
- Parque Estadual de Massacre Rocks
- Parque Estadual de McCroskey
- Parque Estadual de Niagara Springs
- Parque Estadual de Old Mission
- Parque Estadual de Ponderosa
- Parque Estadual de Priest Lake
- Parque Estadual de Round Lake
- Parque Estadual de Thousand Springs
- Parque Estadual de Three Island Crossing
- Trail of the Coeur d'Alenes
- Parque Estadual de Winchester Lake
- Yankee Fork Historic Area